# دیولا بوبیش
دیولا بوبیش (مجاری: Gyula Bóbis؛ ۷ اکتبر ۱۹۰۹ – ۲۴ ژانویه ۱۹۷۲) کشتی گیر آزاد اهل مجارستان بود.
وی در مسابقات کشوری و بین‌المللی در مجموع برندهٔ ۱ مدال طلا، ۱ مدال نقره، ۲ مدال برنز شده‌است.